# Diòcesi de Tharros
La diòcesi de Tharros (en llatí: Dioecesis Tharrensis) és una seu suprimida i actualment seu titular de l'Església catòlica.

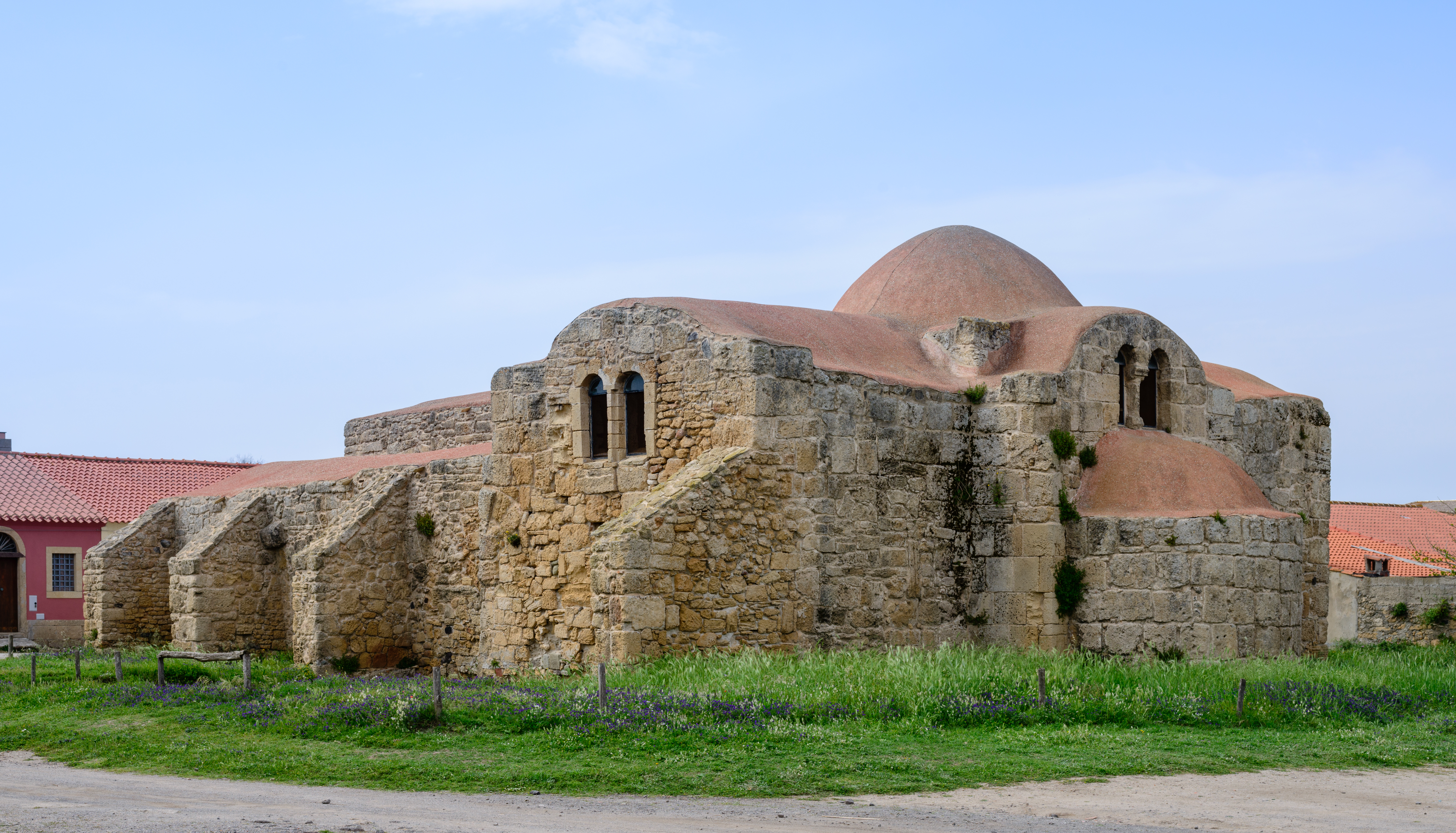
L'església de San Giovanni di Sinis, edificada en època romana d'Orient.

## Història
Tharros és un jaciment arqueològic de província d'Oristany, situada al municipi de Cabras, a Sardenya; la ciutat era situada a la branca meridional de la península del Sinis, que acaba amb el promontori de Cap San Marco.
La primera evidència d'una presència cristiana a Tharros prové dels segles IV-V, i s'atribueix a dos epígrafs descoberts en 1879, que fan referència a dos cristians anomenats Beneria i Karissimus, i una tercera inscripció, descoberta el 2009, en el qual recorda un difunt col·locat en un sepulcre. Segons alguns autors, el Iohannes Tharsensis, considerada deformació de Tharrensis, documentada en una carta de Fulgenci de Ruspe a començaments del segle vi, podria haver estat bisbe de Tharros; es tractaria aleshores del primer bisbe documentat de la vila sarda. La diòcesi podria haver estat erigida juntament en el temps de sant Fulgenci, potser per desmembrament de la diòcesi més antiga de Senafer-Cornus.
En una carta dirigida pel papa Gregori el Gran al metropolità de Càller, Ianuarius, s'esmenten tots els bisbes de l'illa però sense fer referència a la seu de pertinença; és probable que un entre Fèlix, Vicent, Marinià, Llibertí, Agató i Víctor hagués estat bisbe de Tharros. Encara és mencionada la seu episcopal, però amb el nom de Sinis, a la Descriptio orbis romani de Jordi de Xipre en el segle viii.
L'excavació arqueològica i la investigació han descobert dos llocs vinculats a la presència cristiana. El primer nucli s'insereix dins del Terme 1, on hi apareixen les evidències de la probable seu episcopal i d'un baptisteri; un segon nucli alberga les restes d'una església amb absis, potser identificables amb l' ecclesia Sancti Marci documentada en el segle xii. Fora de les muralles de la vila hi ha l'església de San Giovanni di Sinis, edificada en època romana d'Orient, i al voltant de la qual es va reagrupar l'últim poblament de Tharros abans del seu abandó.
Durant el segle xi, el bisbe de Sinis-Tharros fou elevat prl Papa al rang dr metropolità, tenint com a diòcesis sufragànies les seus de Santa Giusta, Terralba i Uselli. La raó d'aquesta promoció podia trobar-se en la intenció de salvaguardar el prestigi i la dignitat religiosa del bisbe de la concurrència de l'autoritat del "jutge" d'Arborea, que havia establert la seva capital a la ciutat de Tharros.
La ciutat de Tharros va ser definitivament abandonada en el segle xi i la seva població es va traslladar a Oristany; fins i tot la seu del bisbe es va traslladar a la nova ciutat al voltant de la 1070.
Des del 1970 Tharros és una diòcesi titular de l'Església Catòlica; l'actual bisbe titular és Wenceslao Selga Padilla, C.I.C.M., prefecte apostòlic d'Ulaanbaatar.

## Cronologia de bisbes
- Joan † (començament del segle vi)

## Cronologia de bisbes titulars
- Josip Uhač † (23 de juny de 1970 - 18 de gener de 1998)
- Antal Spányi (13 de febrer de 1998 - 4 d'abril de 2003 nomenat bisbe de Székesfehérvár)
- Wenceslao Selga Padilla, C.I.C.M., des del 2 d'agost de 2003